# 巴德帕尔莱
巴德帕尔莱（Badepalle），是印度安得拉邦Mahbubnagar县的一个城镇。总人口29822（2001年）。

## 人口
该地2001年总人口29822人，其中男性15169人，女性14653人；0—6岁人口3782人，其中男1927人，女1855人；识字率66.55%，其中男性为74.58%，女性为58.25%。